# Nhân cách
Nhân cách được định nghĩa là một tập hợp các đặc tính của những kiểu mẫu hành vi, nhận thức, và cảm xúc được hình thành từ các yếu tố sinh học và môi trường. Tuy hiện chưa có một định nghĩa nào của nhân cách được chấp nhận rộng rãi, đa số các thuyết tập trung về sự tương tác của động lực và tâm lý tới môi trường của ai đó. Những thuyết nhân cách dựa trên tính trạng, như thuyết của Raymond Cattell, định nghĩa nhân cách là những tính trạng dùng để dự đoán hành vi của chủ thể. Ở một khía cạnh khác, những lý thuyết nhân cách dựa trên hành vi định nghĩa nhân cách qua sự học hỏi và thói quen. Nhìn chung, đa số các lý thuyết đều cho rằng nhân cách là một đặc tính có độ ổn định.
Lĩnh vực về tâm lý của nhân cách, được gọi là tâm lý nhân cách, đang nghiên cứu để giải thích về những thiên hướng làm cơ sở cho sự khác biệt trong hành vi. Có nhiều cách thức khác nhau đã được áp dụng để nghiên cứu về nhân cách bao gồm những lý thuyết dựa trên sinh học, nhân thức, học hỏi, và tính trạng – và bao gồm tâm lý động lực (psychodynamic) và tâm lý nhân văn (humanistic psychology). Những nhà tâm lý nhân cách học thời kỳ đầu đã có những bất đồng quan điểm, một số thuyết nổi bật được tạo ra bởi những nhà tâm lý học như Sigmund Freud, Alfred Adler, Gordon Allport, Hans Eysenck, Abraham Maslow, và Carl Rogers.
Nhân cách được nghiên cứu theo nhiều góc độ khác nhau và được chia hành ba mức độ:
- Mức độ thấp: Thể hiện qua các đặc tính cá nhân của mỗi người.
- Mức độ cao: Thể hiện qua mối quan hệ giữa các nhân cách với nhau (nhân cách bề trên, nhân cách phụ thuộc,...).
- Mức độ cao nhất: Thể hiện qua những hành động tích cực có tác động đến người khác. Nhân cách này là mẫu nhân cách mà người khác có thể học tập.[3]